# Uta-garuta
Uta-garuta (jap. 歌ガルタ uta-garuta; karty poezji) – tradycyjna, japońska, towarzyska gra w karty, które zawierają wersety poezji.

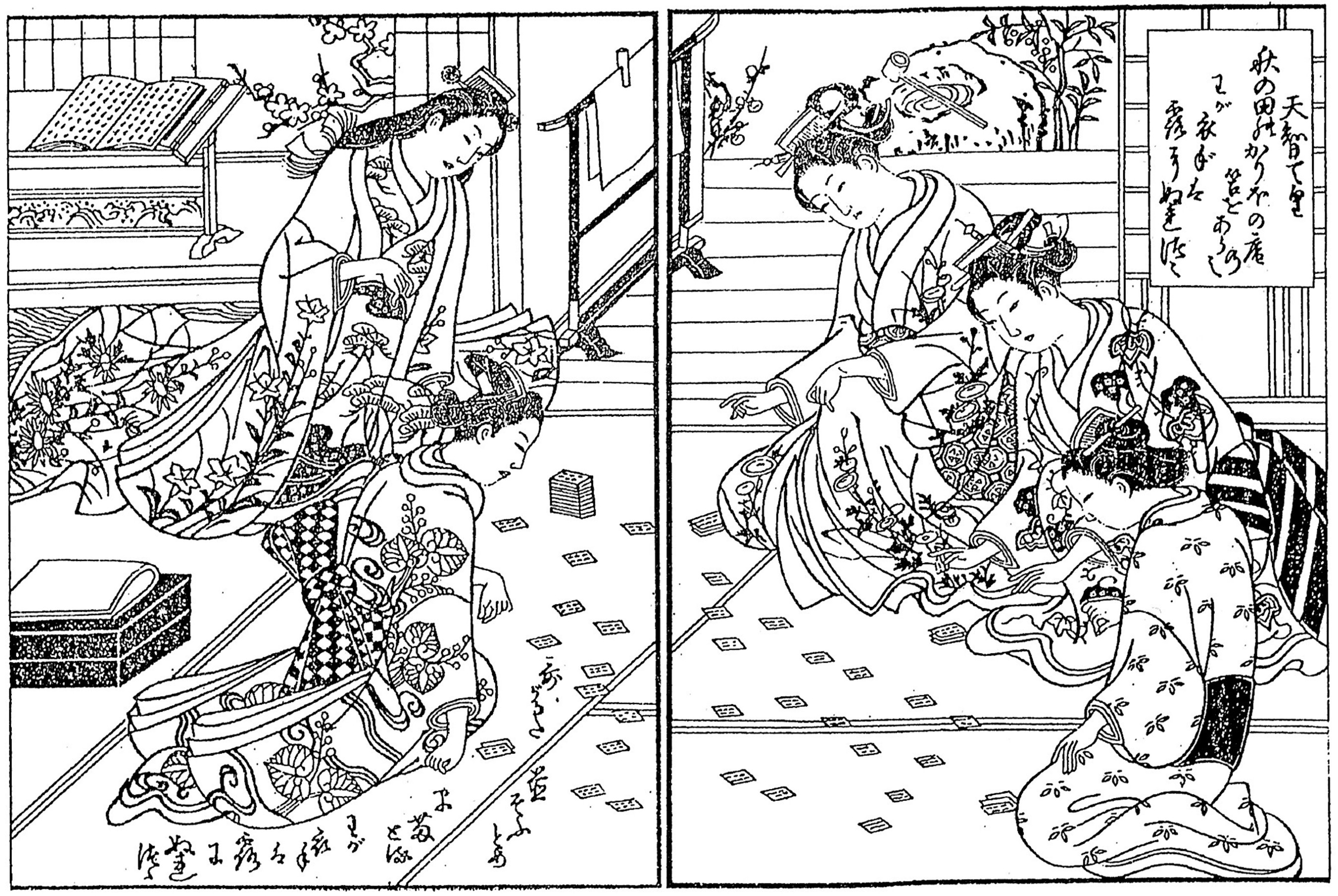
Dziewczęta grające w uta-garuta, 1790 r.

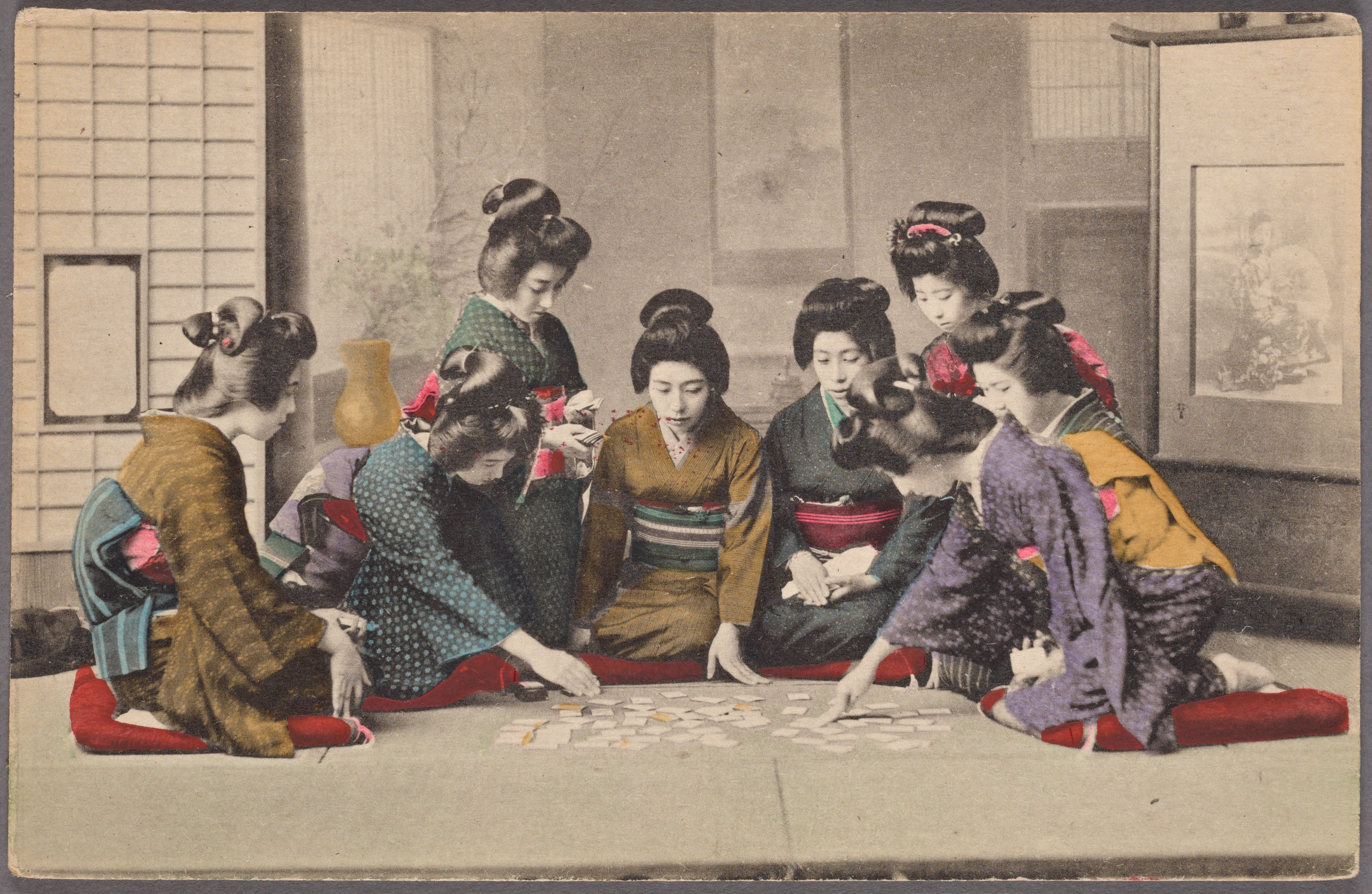
Gra w 1900 r.

Japońskie wiersze waka są zapisane na dwóch zestawach po 100 kart: jeden zestaw to yomifuda (karty do odczytywania). Na nich znajdują się kompletne wiersze zaczerpnięte z antologii poezji o nazwie Ogura hyakunin-isshu. Drugi zestaw to torifuda (karty do dobierania), z których każda odpowiada swojej yomifuda, ale zawiera jedynie kilka ostatnich strof odpowiedniego wiersza. Jedna osoba zostaje wybrana do odczytywania wierszy. W trakcie czytania uczestnicy gry dążą, aby znaleźć jako pierwszy właściwą kartę torifuda. Ta gra jest tradycyjnie rozgrywana w pierwszych dniach Nowego Roku.